# Công viên phần mềm Quang Trung
Công viên phần mềm Quang Trung (tiếng Anh: Quality Tech Solution Complex - QTSC) là một khu công nghiệp tập trung chuyên ngành công nghệ thông tin tại phường Trung Mỹ Tây, Thành phố Hồ Chí Minh, cách trung tâm thành phố khoảng 15 km. Chính thức đi vào hoạt động từ năm 2001, qua gần 20 năm hoạt động, QTSC trở thành trung tâm CNTT lớn nhất tại Việt Nam.

## Lịch sử hình thành
Trước năm 1953, nơi đây thuộc vùng Quán Tre, huyện Hóc Môn, tỉnh Gia Định. Năm 1953, người Pháp đã xây dựng tại đây một trung tâm huấn luyện quân sự cho các tân binh người Việt, nhằm mục đích bổ sung nguồn binh sĩ cho đồng minh Quốc gia Việt Nam, lấy tên là Trung tâm Huấn luyện Quán Tre. Về sau, Tổng thống Việt Nam Cộng hòa Ngô Đình Diệm cho đổi thành Trung tâm Huấn luyện Quang Trung để kỷ niệm vị hoàng đế nhiều chiến tích lẫy lừng của Việt Nam.
Sau năm 1975, nơi đây vẫn là vùng quân sự cho đến tận năm 1985, do Trung đoàn Gia Định đóng giữ và quản lý. Bấy giờ, lãnh đạo Thành phố Hồ Chí Minh là Nguyễn Văn Linh đã ra quyết định tách một phần diện tích của Trung tâm huấn luyện Quang Trung để xây dựng thành Khu Hội chợ Triển lãm Quang Trung theo mô hình các trung tâm hội chợ chuyên nghiệp của nước ngoài. Đây cũng là trung tâm hội chợ chuyên nghiệp đầu tiên của Việt Nam.
Thời gian đầu hoạt động, Khu Hội chợ Quang Trung từng là nơi diễn ra nhiều hội chợ triển lãm lớn. '"Bấy giờ, Sài Gòn cúp điện như từng bữa ăn, từng giấc ngủ trong nắng nóng, nhưng hàng vạn con người vẫn đạp xe đến xem, và vẫn có những buổi hội thảo bừng lên khát vọng đổi mới".
Sau những thành công đầu tiên, đã khởi dậy tham vọng của các nhà lãnh đạo thành phố về việc hình thành một khu công nghiệp và hội chợ triển lãm tích hợp. Tuy nhiên, Khu Hội chợ Quang Trung nhanh chóng rơi vào thế kém hiệu quả, gần như bỏ hoang, kém thu hút trong sức phát triển của nền kinh tế mở cửa. Trong những năm cuối thập niên 1990, các lãnh đạo thành phố đã đưa ra chủ trương chuyển dịch cơ cấu kinh tế thành phố theo hướng phát triển các ngành công nghiệp, dịch vụ có hàm lượng giá trị gia tăng cao, trong đó, xác định 4 ngành kinh tế mũi nhọn là công nghệ thông tin, công nghệ vật liệu mới, công nghệ sinh học và cơ khí tự động.
Tháng 12 năm 1999, trong một buổi làm việc với Hội Tin học Thành phố Hồ Chí Minh, Bí thư Thành ủy Trương Tấn Sang đã nêu ý kiến chuyển đổi Khu triển lãm Quang Trung xuống cấp thành một công viên phần mềm. Một năm sau, ngày 7 tháng 7 năm 2000, Ủy ban nhân dân Thành phố Hồ Chí Minh đã ra Quyết định 4421/QĐ-UB-CN về việc xây dựng Công viên phần mềm Quang Trung trên nền tảng của Khu Hội chợ Triển lãm Quang Trung, sau khi tham quan một số mô hình khu công viên phần mềm thành công của một số nước như Ấn Độ, Thái Lan, Mã Lai...
Ngày 5 tháng 10 năm 2000, lễ khởi công xây dựng QTSC đã diễn ra và 5 tháng sau, vào ngày 16 tháng 3 năm 2001, QTSC chính thức hoạt động.

## Tổng quan
Toàn bộ khu QTSC thuộc phường Tân Chánh Hiệp, Quận 12, với diện tích 43 ha, chia ra thành nhiều khu với các chức năng khác nhau được quy hoạch và đầu tư có hệ thống nhằm đáp ứng các nhu cầu của các doanh nghiệp hoạt động trong lĩnh vực công nghệ thông tin:
1. Khu sản xuất phần mềm;
2. Khu đào tạo;
3. Khu căn hộ, biệt thự, vila;
4. Khu giải trí, triển lãm;
5. Khu nhà trạm viễn thông;
6. Khu quản lý;
7. Khu hỗ trợ kỹ thuật;
8. Khu nhà hàng căn tin;
9. Khu giữ xe;
10. Trung tâm y tế.

Công viên phần mềm Quang Trung (QTSC) đang được thiết kế theo định hướng mô hình đô thị phần mềm (software city) trên tổng diện tích 43ha. Hiện nay, QTSC đã thu hút được 165 doanh nghiệp CNTT trong đó có 6 doanh nghiệp có quy mô trên 1.000 người (trong đó có 1 doanh nghiệp trên 2000 người) với 650 sản phẩm, giải pháp. QTSC đã chính thức trở thành một "software city" phục vụ cho 21.831 người học tập, làm việc thường xuyên.
Tính đến nay, QTSC là công viên phần mềm đầu tiên và lớn nhất tại Việt Nam. Vào ngày 3/03/2016, Thủ tướng đồng ý thí điểm thành lập chuỗi QTSC, tạo bước đột phá trong phát triển công nghiệp phần mềm và khởi nghiệp sáng tạo nhằm phát huy vai trò và thương hiệu sẵn có: QTSC, Khu Công viên Phần mềm ĐH Quốc gia Thành phố Hồ Chí Minh (VNU-ITP). Ngày 28/12/2019, chuỗi QTSC đã kết nạp thành viên mới là Trung tâm Công nghệ thông tin Thừa Thiên Huế (HueCIT) và dự kiến 2020 là Công viên phần mềm Mekong (Mekong ITP).
Vào tháng 5/2017, theo "Báo cáo đánh giá và so sánh QTSC với các khu công nghệ tại khu vực Châu Á" của tập đoàn tư vấn quốc tế KPMG thì QTSC nổi bật lên trong số các khu công nghệ được đánh giá như là một khu công nghệ với chính sách ưu đãi vượt trội, thu hút đa dạng nhà đầu tư từ các ngành nghề khác nhau, và đặc biệt là các doanh nghiệp trong khu đều phát triển bền vững và ngày một lớn mạnh.
Nhằm nắm bắt xu thế hội nhập quốc tế, từ năm 2016, QTSC đã xây dựng giải pháp tích hợp để phục vụ hoạt động giám sát, quản lý điều hành (IOC) toàn khu thông qua kết nối các ứng dụng công nghệ IoT sẵn có. Với ứng dụng IOC này, tháng 6/2019 QTSC đã vinh dự đạt giải nhì Giải thưởng Sáng tạo thành phố Hồ Chí Minh năm 2019. Bên cạnh đó, vào tháng 6/2018, QTSC là doanh nghiệp nhà nước đầu tiên tại Thành phố Hồ Chí Minh được chứng nhận là Doanh nghiệp Khoa học Công nghệ. Những hoạt động này góp phần nâng tầm QTSC lên một bước ngoặt mới, trở thành một khu đô thị phần mềm ngày một thông minh hơn.
Ngoài ra, QTSC cũng đã triển khai xây dựng khu QTSC R&D Labs nhằm tạo ra không gian nghiên cứu phát triển sản phẩm, giải pháp trong khu CNTT tập trung. QTSC còn triển khai Khu thực nghiệm ứng dụng CNTT trong nông nghiệp với nhiều mô hình mới như trồng rau trong container, mô hình trồng rau thủy canh cho các hộ gia đình, robot gieo hạt,... Sắp tới, QTSC sẽ nâng cấp mô hình này thành làng thông minh (Smart Village) cung cấp các giải pháp, chu trình khép kín cho nhà nông.
Chính việc ứng dụng những công nghệ mới đã mang đến những kết quả tích cực cho QTSC trong việc nâng cao hiệu quả hoạt động, góp phần xây dựng một Công viên phần mềm mang tầm vóc công nghệ, hướng đến hình mẫu về đô thị xanh, thông minh. Việc áp dụng mô hình đô thị thông minh tại QTSC là một quá trình lâu dài và là một trong những mục tiêu chính của việc biến QTSC trở thành một thành phố phần mềm hàng đầu ở châu Á.

## Các doanh nghiệp IT đang hoạt động tại QTSC
- Doanh nghiệp top global 500: KDDI, Hitachi Consulting,
- Doanh nghiệp trong nước: Saigontel, VinaData, FPT, TMA Solution, MISA, LARION, ApolloTech, HUECIT [5]
- Doanh nghiệp nước ngoài: ADMS (VN) Swiss Post Solutions, Digitexx, Global Cybersoft, Hexagon, Concentrix, Avns Co.,Ltd, Apollo Technology Solutions

## Mục tiêu
Khu CVPM Quang Trung có 3 mục tiêu chính:
1. Trở thành mô hình đô thị thông minh, thành phố phần mềm hàng đầu châu Á;
2. Trở thành trung tâm cung ứng đào tạo nguồn nhân lực CNTT lớn nhất;
3. Tạo môi trường làm việc lý tưởng cho ngành công nghệ phần mềm.

## Chính sách ưu đãi
Về chính sách ưu đãi thuế, năm nay CVPMQT cũng có những thay đổi. Cụ thể như nhà đầu tư được miễn thuế thu nhập doanh nghiệp trong bốn năm sau một năm kinh doanh có lãi và giảm 50% số thuế phải nộp trong chín năm tiếp theo và những năm sau là 25%. Bên cạnh đó, sản phẩm phần mềm và dịch vụ phần mềm tiêu dùng tại Việt Nam thuộc diện không chịu thuế giá trị gia tăng. Ngoài ra các doanh nghiệp sẽ được miễn thuế giá trị gia tăng và thuế nhập khẩu các phần mềm nhằm phục vụ cho hoạt động doanh nghiệp. Thuế xuất, nhập khẩu các thiết bị máy móc phục vụ cho kinh doanh là 0% và nhiều chính sách ưu đãi khác.

## Trung tâm hỗ trợ doanh nghiệp
Là một trong những dịch vụ mang lại lợi ích tốt nhất cho các doanh nghiệp khi tham gia hoạt động tại khu CVPM Quang Trung. Đến với trung tâm hỗ trợ kinh doanh, các doanh nghiệp được cung cấp những dịch vụ hỗ trợ không thu phí với các thủ tục như thành lập doanh nghiệp, giấy phép đầu tư, đăng ký thuế, thủ tục xuất nhập khẩu các thiết bị máy móc, thủ tục giao đất thuê đất, giấy phép xây dựng, xin visa xuất nhập cảnh nhiều lần, đăng ký lao động và nhiều hỗ trợ khác về môi trường pháp lý nhằm đem lại sự ổn định và phát triển lâu dài cho các doanh nghiệp hoạt động tại CVPMQT.

## Hạ tầng viễn thông
Hệ thống hạ tầng viễn thông được xây dựng hoàn chỉnh và đồng bộ đạt tiêu chuẩn TIER 3 với công nghệ mới, băng thông lớn, tốc độ cao được kết nối đa hướng trực tiếp qua cổng quốc tế đảm bảo an toàn, hiệu quả. Toàn bộ hệ thống kết nối cáp quang với băng thông quốc tế đa hướng, hạ tầng trung tâm dữ liệu hiện đại sẵn sàng cho các doanh nghiệp đặt máy chủ lưu trữ dữ liệu với độ an toàn và bảo mật cao. Dịch vụ Internet luôn sẵn sàng để đáp ứng cho các ứng dụng Video, Multimedia, Voice, Data communication đảm bảo tính an toàn và bảo mật thông tin, dữ liệu cao được vận hành bởi đội ngũ chuyên nghiệp có kinh nghiệp lâu năm. Ngoài ra, chi phí các loại dịch vụ Internet mang tính cạnh tranh, thấp hơn giá sử dụng Internet bình quân của 5 nước xung quanh ở khu vực như: Thái Lan, Malaysia, Singapore, Trung Quốc và Ấn Độ, đây là một chính sách ưu đãi nhằm thúc đẩy sự phát triển ngành CNTT.

## Tiện ích và dịch vụ
Khu CVPM Quang Trung được xây dựng theo mô hình hiện đại với đường giao thông nội khu hoàn hảo, hệ thống cung cấp nước, hệ thống điện, hệ thống chiếu sáng công cộng được kiểm tra – bảo trì sửa chữa định kỳ, chăm sóc bảo dưỡng cảnh quan cây xanh và môi trường làm việc trong nội khu CVPMQT.
Hệ thống nhà hàng khang trang, hiện đại với 20 nhà hàng chất lượng cao và phục vụ chuyên nghiệp. Hệ thống dịch vụ lưu trú gồm 18 biệt thự, 120 căn hộ chung cư cao cấp.
Hình thành 10 tuyến xe buýt kết nối từ khu CVPM Quang Trung đến các điểm khác nhau trong thành phố và các bãi giữ xe trong nội khu
Hiện trong nội khu có 3 ngân hàng là ngân hàng Agribank, ngân hàng ACB, ngân hàng Vietcombank giúp các doanh nghiệp thuận lợi giao dịch với các đối tác và an toàn. Ngoài ra, CVPMQT còn có 1 nhà trẻ theo tiêu chuẩn Việt Nam cho các doanh nghiệp đang hoạt động tại đây.